# Le Liège
Pour les articles homonymes, voir Liège (homonymie).
Le Liège est une commune française du département d'Indre-et-Loire, en région Centre-Val de Loire.

## Géographie

### Localisation et communes limitrophes
Situé sur le plateau entre Cher et Indre, le territoire du Liège est rattaché à la micro-région naturelle de la Champeigne tourangelle. Les communes limitrophes sont Céré-la-Ronde, Genillé et Luzillé. La commune fait partie de l'aire urbaine, du bassin d'emploi et du bassin de vie de Tours, cette dernière commune si situant à 36,5 km au nord-ouest du Liège.
| Luzillé | Épeigné-les-Bois |               |
|         | Liège            | Céré-la-Ronde |
|         | Genillé          |               |

### Géologie et relief
Les roches sédimentaires crétacées comme la craie de Blois (c4-6B) du Sénonien n'affleurent que dans la vallée du ruisseau d'Hys qui a entamé cette strate par érosion. Ailleurs, elles sont recouvertes par les argiles à silex (c4-6S). À l'extrême ouest, le calcaire lacustre (e7) du Ludien se superpose aux argiles à silex alors qu'en de nombreux endroits un placage de limon éolien des plateaux (LP) est venu les masquer au Quaternaire. Le plateau est légèrement incliné de l'est (altitude de 136 m dans la forêt de Biard) vers l'ouest (100 m à la pointe sud-ouest de la commune).
La superficie du territoire communal, qui affecte à peu près la forme d'un triangle isocèle dont la base est tournée vers le sud, est de 1 115 ha quand la moyenne nationale s'établit à 1 488 ha.

### Hydrographie
Aucun cours d'eau permanent n'arrose la commune. Seul le ruisseau d'Hys, temporaire, coule au sud-ouest du Liège.

### Climat
Pour des articles plus généraux, voir Climat du Centre-Val de Loire et Climat d'Indre-et-Loire.
En 2010, le climat de la commune est de type climat océanique dégradé des plaines du Centre et du Nord, selon une étude du CNRS s'appuyant sur une série de données couvrant la période 1971-2000. En 2020, Météo-France publie une typologie des climats de la France métropolitaine dans laquelle la commune est exposée à un climat océanique altéré et est dans la région climatique Moyenne vallée de la Loire, caractérisée par une bonne insolation (1 850 h/an) et un été peu pluvieux.
Pour la période 1971-2000, la température annuelle moyenne est de 11,3 °C, avec une amplitude thermique annuelle de 15,1 °C. Le cumul annuel moyen de précipitations est de 720 mm, avec 11,4 jours de précipitations en janvier et 6,6 jours en juillet. Pour la période 1991-2020, la température moyenne annuelle observée sur la station météorologique de Météo-France la plus proche, sur la commune de Sublaines à 9 km à vol d'oiseau, est de 12,1 °C et le cumul annuel moyen de précipitations est de 647,3 mm,. Pour l'avenir, les paramètres climatiques de la commune estimés pour 2050 selon différents scénarios d'émission de gaz à effet de serre sont consultables sur un site dédié publié par Météo-France en novembre 2022.

### Paysages naturels et biodiversité
En 1987, 29 % du territoire communal est boisé. En dehors de ce secteur, le paysage bocager de la commune, encore bien présent jusqu'au milieu des années 1980, évolue depuis lors vers un paysage de champs ouverts dédiés aux cultures céréalières.
Le « plateau de Champeigne entre Bléré et Loches » constitue une très grande ZNIEFF (9 032 hectares) de deuxième génération et de type 2 qui s'étend sur 11 communes ; elle n'intéresse que la pointe occidentale du territoire du Liège, au niveau du dolmen d'Hys. Au moins 50 espèces de plantes à fleurs, dont l'Adonis d'automne (Adonis annua) et le Scandix peigne de Vénus (Scandix pecten veneris), ainsi que 8 espèces d'oiseaux protégés ou rares y ont été recensées, parmi lesquelles le Circaète Jean-le-Blanc (Circaetus gallicus) et l'Outarde canepetière (Tetrax tetrax). Ce dernier oiseau est devenu l'emblème de cette ZNIEFF.
Sur le territoire communal du Liège, cette ZNIEFF se confond géographiquement avec le site « Champeigne » du réseau Natura 2000 dans le cadre d'une zone de protection spéciale. Celle-ci vise à la préservation de plusieurs espèces d’oiseaux, dont l’Outarde canepetière (Tetrax tetrax) et l’Œdicnème criard (Burhinus oedicnemus), grâce à des mesures agroenvironnementales appropriées imposées aux parcelles de culture concernées. La constitution de cette ZPS s'inscrit dans le cadre de la Directive Oiseaux du 30 novembre 2009 édictée par l'Union européenne.

## Urbanisme

### Typologie
Au 1er janvier 2024, Le Liège est catégorisée commune rurale à habitat dispersé, selon la nouvelle grille communale de densité à sept niveaux définie par l'Insee en 2022.
Elle est située hors unité urbaine. Par ailleurs la commune fait partie de l'aire d'attraction de Loches, dont elle est une commune de la couronne,. Cette aire, qui regroupe 23 communes, est catégorisée dans les aires de moins de 50 000 habitants,.

### Occupation des sols
L'occupation des sols de la commune, telle qu'elle ressort de la base de données européenne d’occupation biophysique des sols Corine Land Cover (CLC), est marquée par l'importance des territoires agricoles (68,9 % en 2018), une proportion identique à celle de 1990 (68,9 %). La répartition détaillée en 2018 est la suivante : 
terres arables (55,5 %), forêts (31,1 %), zones agricoles hétérogènes (11 %), prairies (2,4 %). L'évolution de l’occupation des sols de la commune et de ses infrastructures peut être observée sur les différentes représentations cartographiques du territoire : la carte de Cassini (XVIIIe siècle), la carte d'état-major (1820-1866) et les cartes ou photos aériennes de l'IGN pour la période actuelle (1950 à aujourd'hui).

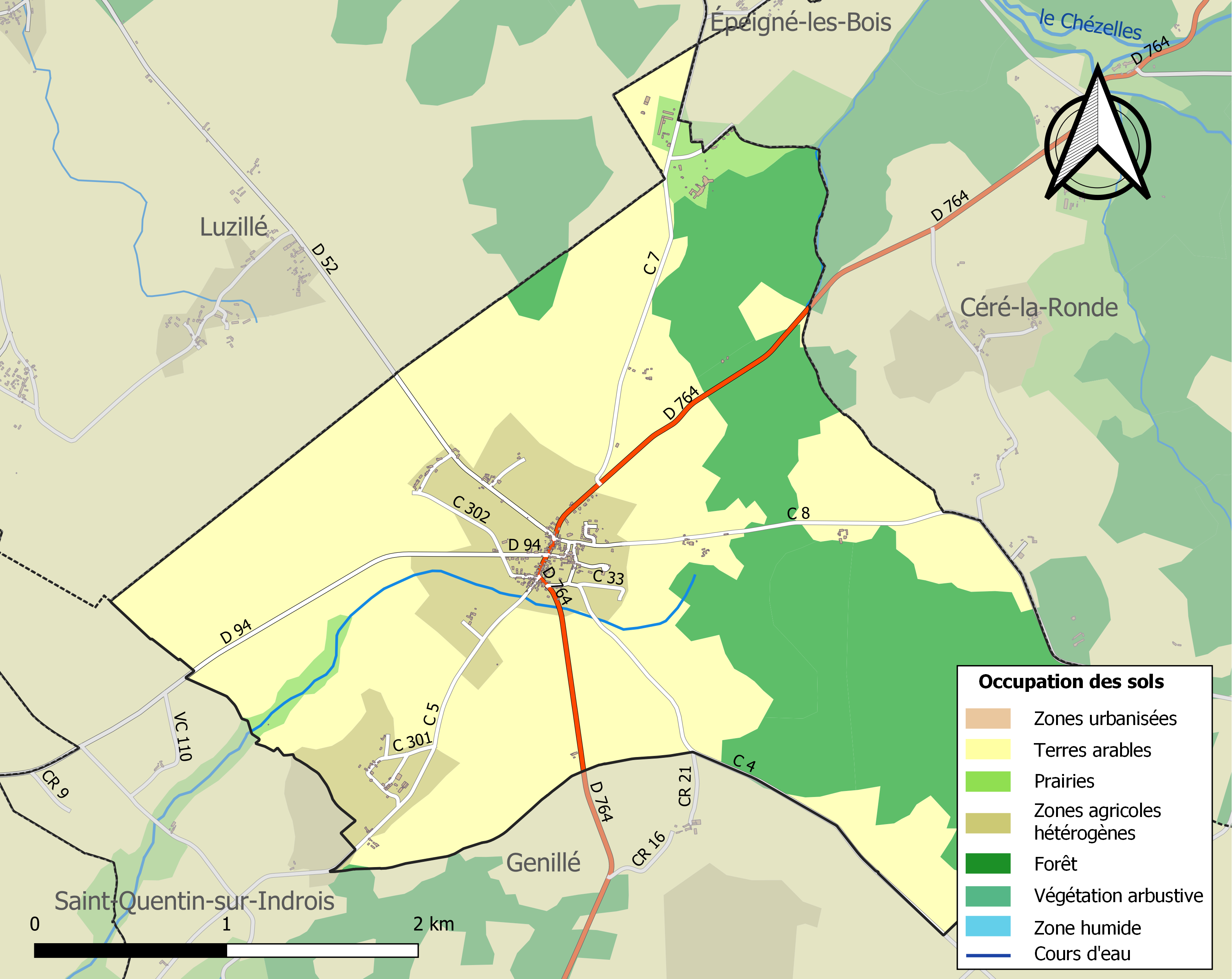
Carte des infrastructures et de l'occupation des sols de la commune en 2018 (CLC).

### Morphologie urbaine
La très grande majorité des habitations est regroupée au niveau du bourg qui se développe de part et d'autre de la D 764. La construction de deux lotissements au contact du bourg, au nord et à l'est, renforce cette polarisation. Les écarts et hameaux sont peu nombreux.

### Voies de communication et transports
La D 764 qui relie Montrichard à Loches traverse le territoire communal du nord-est au sud  en passant par le centre-bourg d'où rayonnent également la D 52 vers Luzillé au nord-ouest, la D 94 vers Saint-Quentin-sur-Indrois au sud-ouest ainsi qu'une route qui vers l'est permet de rejoindre Orbigny.
La commune n'est pas directement desservie par un réseau de transports en commun. Il faut gagner Genillé pour accéder à la ligne TC du réseau Rémi qui permet d'aller à Loches et au-delà à Descartes, ou Saint-Quentin-sur-Indrois où passe la ligne LMC du même réseau vers Amboise.

### Risques majeurs
Le territoire de la commune duLiège est vulnérable à différents aléas naturels : météorologiques (tempête, orage, neige, grand froid, canicule ou sécheresse), feux de forêts et séisme (sismicité faible). Un site publié par le BRGM permet d'évaluer simplement et rapidement les risques d'un bien localisé soit par son adresse soit par le numéro de sa parcelle.
Pour anticiper une remontée des risques de feux de forêt et de végétation vers le nord de la France en lien avec le dérèglement climatique, les services de l’État en région Centre-Val de Loire (DREAL, DRAAF, DDT) avec les SDIS ont réalisé en 2021 un atlas régional du risque de feux de forêt, permettant d’améliorer la connaissance sur les massifs les plus exposés. La commune, étant pour partie dans le massif de Brouard, est classée au niveau de risque 4, sur une échelle qui en comporte quatre (1 étant le niveau maximal).

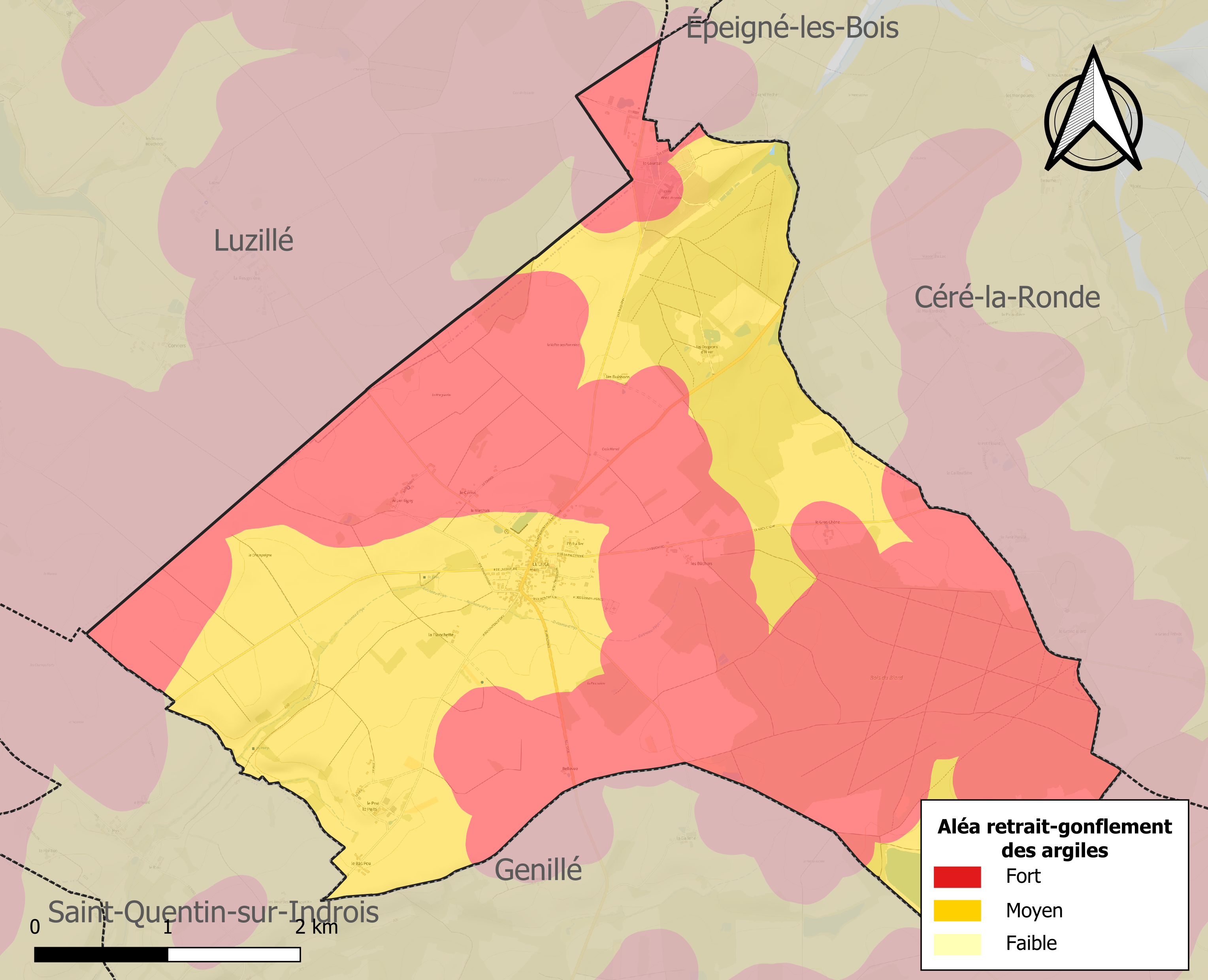
Carte des zones d'aléa retrait-gonflement des sols argileux duLiège.

Le retrait-gonflement des sols argileux est susceptible d'engendrer des dommages importants aux bâtiments en cas d’alternance de périodes de sécheresse et de pluie. La totalité de la commune est en aléa moyen ou fort (90,2 % au niveau départemental et 48,5 % au niveau national). Sur les 169 bâtiments dénombrés sur la commune en 2019, 169 sont en aléa moyen ou fort, soit 100 %, à comparer aux 91 % au niveau départemental et 54 % au niveau national. Une cartographie de l'exposition du territoire national au retrait gonflement des sols argileux est disponible sur le site du BRGM,.
Concernant les mouvements de terrains, la commune a été reconnue en état de catastrophe naturelle au titre des dommages causés par des mouvements de terrain en 1999.

## Toponymie
Le nom de la commune provient de l'anthroponyme Laevius, attesté dans l'Antiquité. Le Liège est le « domaine de Laevius ». Différentes formes sont attestées : Legio en 1150 dans un cartulaire de l'abbaye de Beaumont-lès-Tours, parochia de Lesgsio dans un cartulaire de l'archevêché de Tours en 1339, « paroisse du Loige » un siècle plus tard, « Le Liège-en-Touraine » en 1561 pour aboutir à la forme moderne sur la Carte de Cassini.

## Histoire
Des traces d'occupation humaine sont présentes à l'ouest du territoire dès le Néolithique avec un dolmen accompagné de haches polies. Des enceintes probablement protohistoriques mais non datées plus précisément sont révélées par la prospection aérienne au début des années 1990 au nord-est du territoire.
L'histoire du Liège ne semble plus documentée, au regard des connaissances actuelles, avant le Moyen Âge central. La première mention du Liège remonte au XIIe siècle. À cette époque, le territoire est un fief relevant du château de Loches. Le territoire du Liège était totalement ou partiellement couvert, à l'époque médiévale, par la forêt de Chenevôse, mais l'histoire de son défrichement est mal connu. Il a probablement commencé à l'ouest, dans la zone géologique des calcaires lacustres où les aptitudes agricoles des sols sont meilleures. Le territoire paroissial du Liège semble s'être constitué aux dépens de celui de Genillé mais le découpage est fait de telle sorte que le prieuré de Hys demeure sur le territoire de Genillé, même si les moines de ce prieuré sont probablement à l'origine de la fondation de l'église du Liège et du bourg qui l'accompagne.
En 1830, la commune du Liège cède à Genillé 20 ha et un petit hameau ; elle reçoit en échange 35 ha de terrain nu. Lors des plébiscites organisés par Napoléon III en décembre 1851 et novembre 1852, le score est sans équivoque :  tous les inscrits votent et le oui remporte l'unanimité des suffrages.
La Première Guerre mondiale fait 21 victimes parmi les soldats originaires du Liège, alors que la commune compte 356 habitants en 1911. Le 27 août 1944, des résistants des Forces françaises de l'intérieur tendent une embuscade à l'armée allemande qui se replie. En représailles, plus de 600 Allemands encerclent le bourg dont une partie des habitants fuient leurs maisons. La fusillade éclate et 7 maquisards dont tués. Un monument aux morts, dans le bourg du Liège, rappelle cet épisode.

## Population et société

### Démographie
Les habitants du Liège se nomment les « Liégeois ».
Les premiers registres paroissiaux connus remontent à 1596. En 1789, dernier année où un recensement par foyer est réalisé avant la mise en place d'un recensement individuel, la population du Liège est de 60 feux, ce qui correspond au maximum enregistré depuis 1687.
L'évolution du nombre d'habitants est connue à travers les recensements de la population effectués dans la commune depuis 1793. Pour les communes de moins de 10 000 habitants, une enquête de recensement portant sur toute la population est réalisée tous les cinq ans, les populations de référence des années intermédiaires étant quant à elles estimées par interpolation ou extrapolation. Pour la commune, le premier recensement exhaustif entrant dans le cadre du nouveau dispositif a été réalisé en 2005.

En 2022, la commune comptait 326 habitants, en évolution de −9,7 % par rapport à 2016 (Indre-et-Loire : +1,67 %, France hors Mayotte : +2,11 %).
| 1793 | 1800 | 1806 | 1821 | 1831 | 1836 | 1841 | 1846 | 1851 |
| ---- | ---- | ---- | ---- | ---- | ---- | ---- | ---- | ---- |
| 242  | 267  | 272  | 300  | 315  | 312  | 313  | 327  | 354  |

| 1856 | 1861 | 1866 | 1872 | 1876 | 1881 | 1886 | 1891 | 1896 |
| ---- | ---- | ---- | ---- | ---- | ---- | ---- | ---- | ---- |
| 361  | 354  | 360  | 387  | 399  | 446  | 507  | 515  | 486  |

| 1901 | 1906 | 1911 | 1921 | 1926 | 1931 | 1936 | 1946 | 1954 |
| ---- | ---- | ---- | ---- | ---- | ---- | ---- | ---- | ---- |
| 435  | 401  | 356  | 365  | 350  | 328  | 307  | 281  | 310  |

| 1962 | 1968 | 1975 | 1982 | 1990 | 1999 | 2005 | 2006 | 2010 |
| ---- | ---- | ---- | ---- | ---- | ---- | ---- | ---- | ---- |
| 268  | 250  | 203  | 186  | 209  | 227  | 337  | 333  | 345  |

| 2015 | 2020 | 2022 | - | - | - | - | - | - |
| ---- | ---- | ---- | - | - | - | - | - | - |
| 362  | 326  | 326  | - | - | - | - | - | - |

### Enseignement
La commune du Liège est intégrée à un regroupement pédagogique intercommunal comprenant également Genillé et Céré-la-Ronde. Les écoles maternelle et élémentaire se trouvent sur ces deux dernières communes.
La carte scolaire départementale prévoit la scolarisation des étudiants du Liège dans le collège de Montrésor et le lycée de Loches.

### Santé et services d'urgence
Aucun professionnel de santé n'est installé sur le territoire du Liège. Par contre, Genillé accueille généralistes et spécialistes. L'hôpital le plus proche est le centre hospitalier des Rives de l'Indre à Loches. Genillé dispose, sur son territoire communal, d'un centre d'incendie et secours dont le périmètre d'action s'étend au Liège.

## Économie
Le tableau ci-dessous détaille le nombre d'entreprises implantées au Liège selon leur secteur d'activité et le nombre de leurs salariés :
|                                                              | Total | %     | 0 salarié | 1 à 9 salariés | 10 à 19 salariés | 20 à 49 salariés | 50 salariés ou plus |
| ------------------------------------------------------------ | ----- | ----- | --------- | -------------- | ---------------- | ---------------- | ------------------- |
| Ensemble                                                     | 24    | 100,0 | 19        | 4              | 0                | 1                | 0                   |
| Agriculture, sylviculture et pêche                           | 5     | 20,8  | 5         | 0              | 0                | 0                | 0                   |
| Industrie                                                    | 2     | 8,3   | 2         | 0              | 0                | 0                | 0                   |
| Construction                                                 | 2     | 8,3   | 1         | 1              | 0                | 0                | 0                   |
| Commerce, transports, services divers                        | 12    | 50,0  | 11        | 1              | 0                | 0                | 0                   |
| dont commerce et réparation automobile                       | 5     | 20,8  | 5         | 0              | 0                | 0                | 0                   |
| Administration publique, enseignement, santé, action sociale | 3     | 12,5  | 0         | 2              | 0                | 1                | 0                   |
| Champ : ensemble des activités.                              |       |       |           |                |                  |                  |                     |

## Culture locale et patrimoine

### Lieux et monuments
Le dolmen d'Hys se trouve non loin du hameau homonyme, sis pour sa part sur la commune de Genillé. Il se compose d'une table qui comporte deux cuvettes de polissage, reposant sur six pierres ; l'ensemble était probablement recouvert de terre à l'origine. Le dolmen a été dégradé par sa transformation en abri par des bergers. Des fouilles (fin du XIXe siècle et années 1920) ont mis au jour un crâne et des outils néolithiques.
L'église Saint-Martin est un édifice dont la construction s'échelonne du XIIe siècle (nef) au XVe siècle (chœur et abside à trois pans), au XVIe siècle (surélévation de la nef) puis au XVIIIe siècle (reprise des voûtes). Le clocher est construit latéralement à la nef. Des stalles (fin du XVe siècle) et un Christ en croix (XVIe siècle) font partie des objets protégés recensés dans la base Palissy. Les stalles du Liège et celles se trouvant dans l'église de Saint-Flovier sont de facture comparable ; elles pourraient provenir d'un même établissement.
Dans le bourg, un bâtiment carré, élevé et couvert d'une toiture à quatre pans est l'unique vestige de l'ancien logis seigneurial. Après la Révolution, il est utilisé comme relais de poste jusqu'au XIXe siècle.
Le château du Courbat doit son nom au premier propriétaire des lieux qui possédait en 1450 un domaine homonyme au Pêchereau et qui a rebaptisé l'ancien domaine de la Hardouinière. Le château actuel date de la fin du XVIIe siècle et remplace un édifice plus ancien fortifié (enceinte, douves, pont levis). Il est saisi comme bien d'émigré à la Révolution avant de parvenir entre 1855 et 1885 entre les mains d'un parent de Châteaubriand. En 1840, une chapelle est ajoutée à l'ensemble.

Monuments du Liège
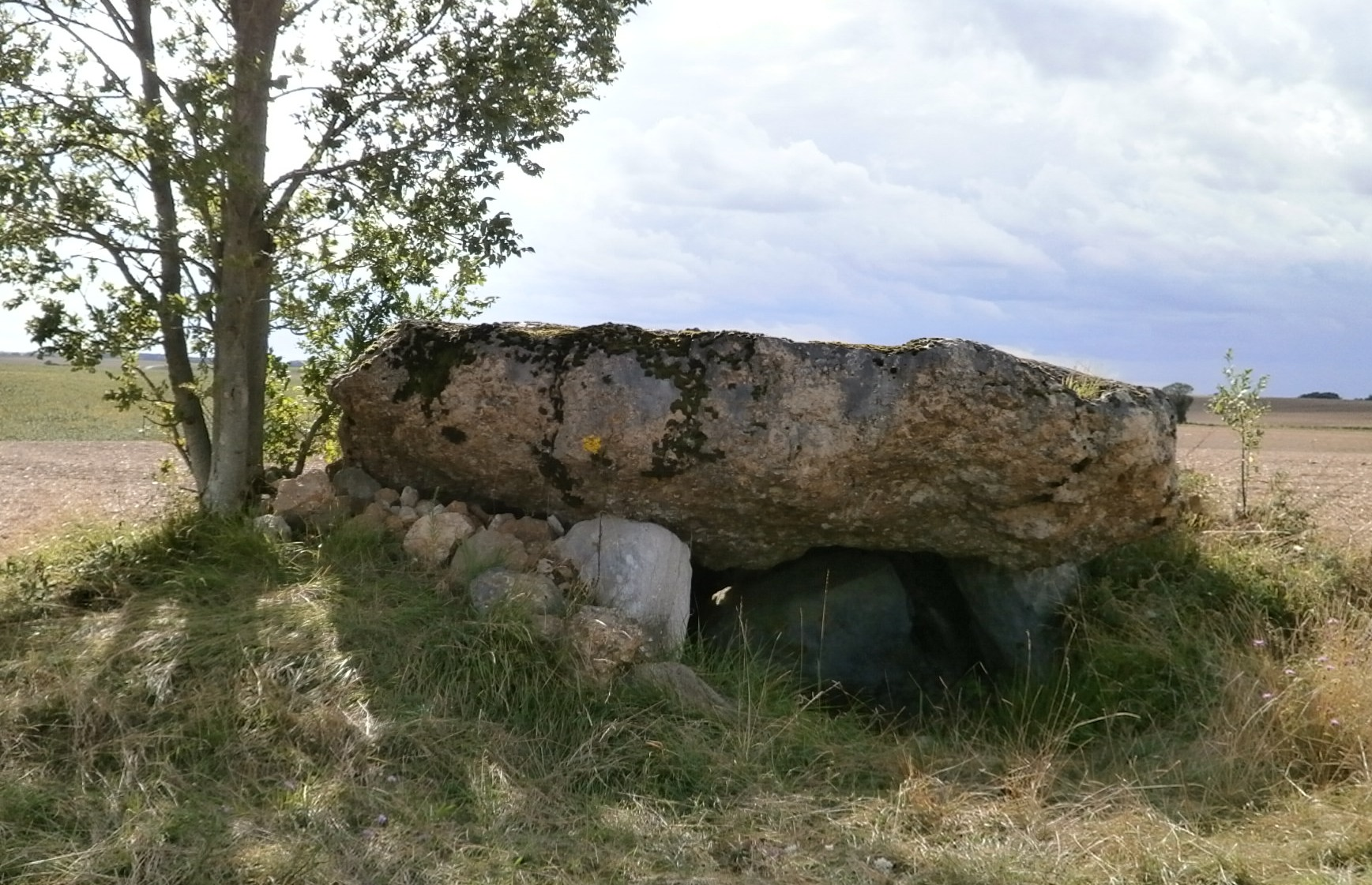
Dolmen « d'Hys ».
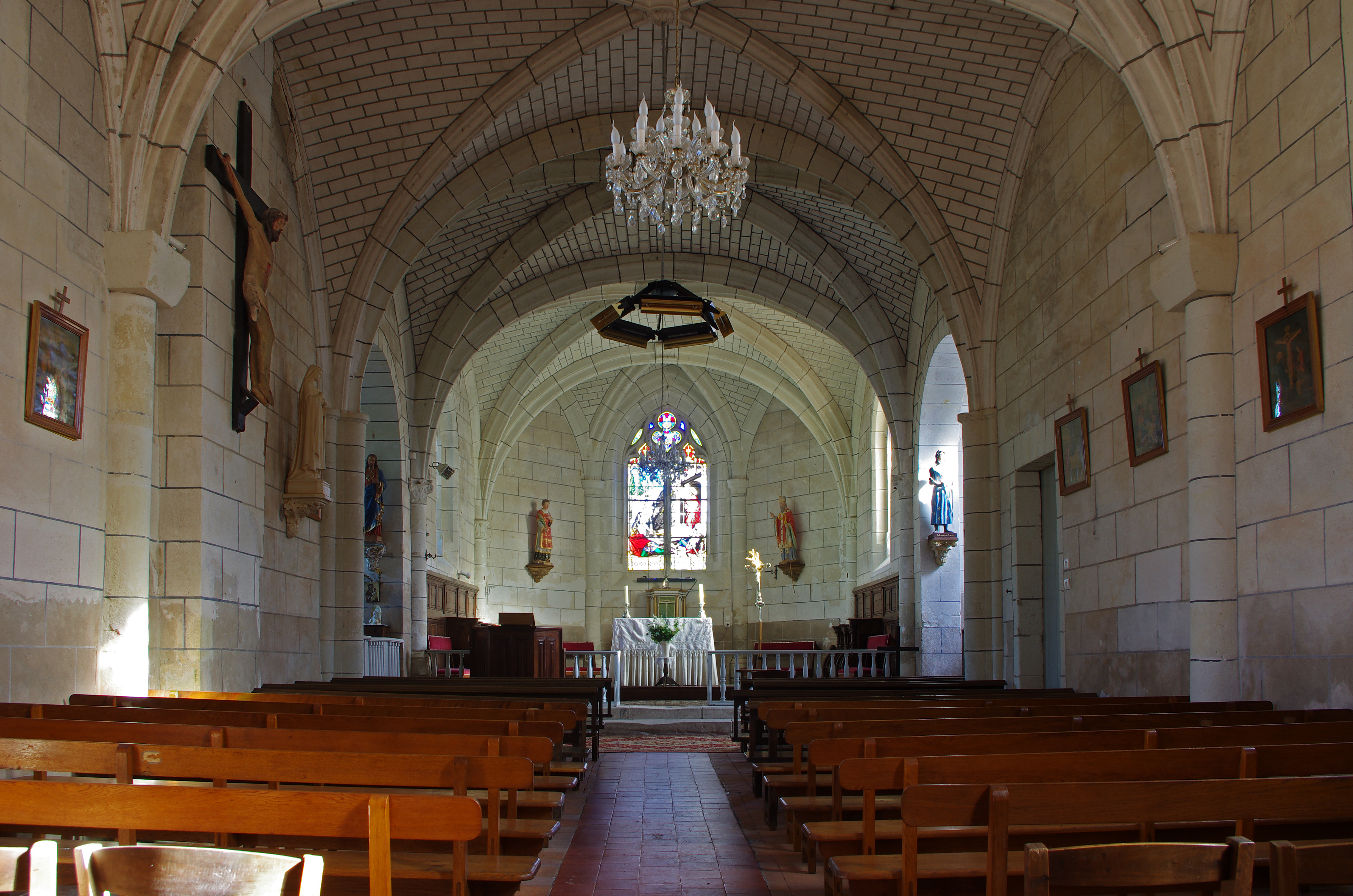
Nef de l'église Saint-Martin.
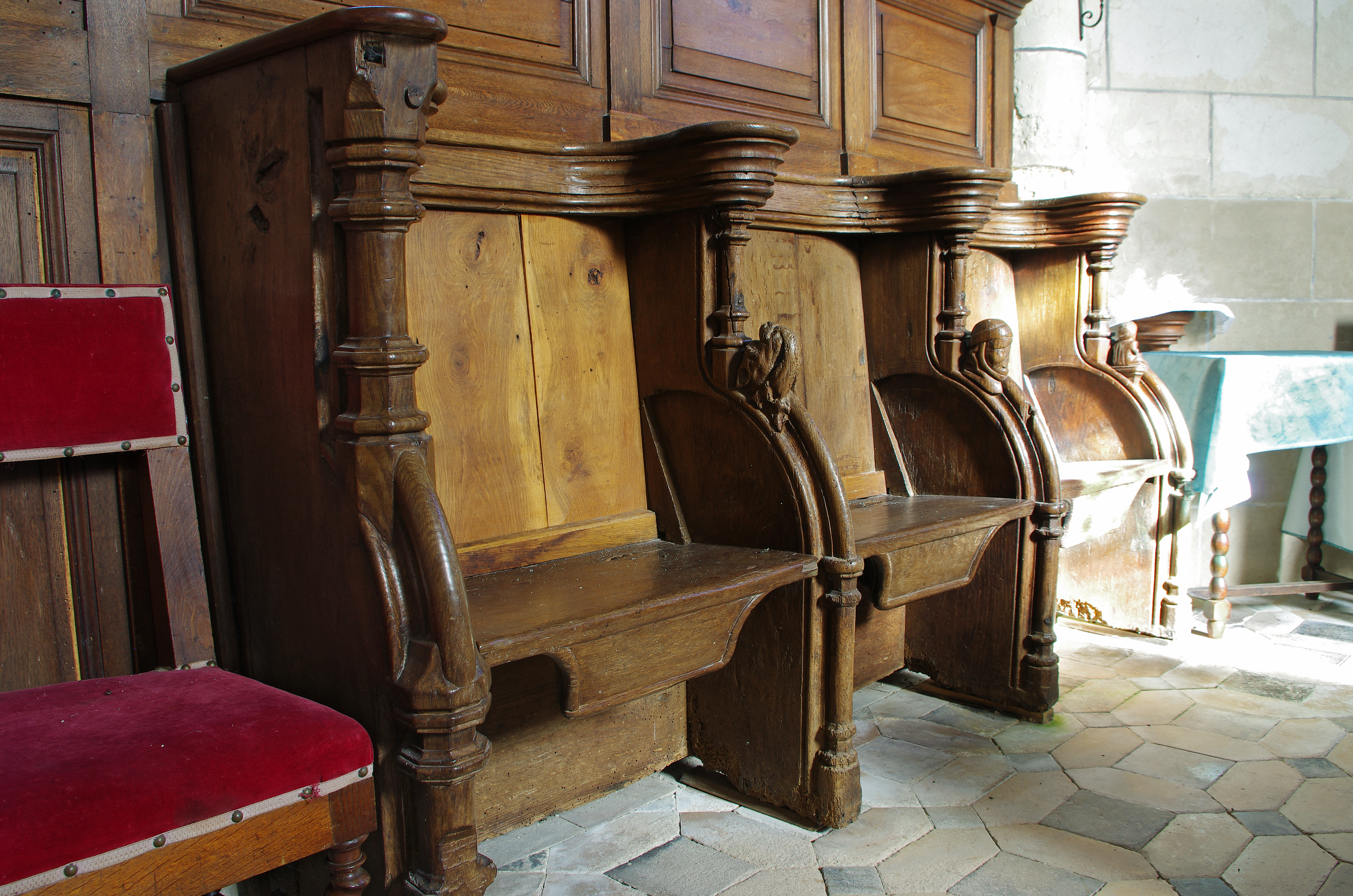
Stalles dans l'église Saint-Martin.

### Patrimoine gastronomique
La commune se trouve dans l'aire géographique et dans la zone de production du lait, de fabrication et d'affinage du fromage Valençay.

### Héraldique
| Blason de Le Liège | Blason  | Tiercé en pairle renversé: au 1er de sinople à l'épée basse d'argent posée en bande et coupant un manteau de gueules, au 2e d'or à la grappe de raisin de pourpre, pamprée au naturel, au 3e d'azur au dolmen d'argent; à la bordure réduite componée d'argent et de gueules. |
| Blason de Le Liège | Détails | Création Jean-François Binon. Adopté en décembre 2016. |

La bordure componée représente le département d’Indre et Loire, l’épée et le manteau évoquent saint Martin, le raisin et le pampre rappellent le passé viticole de la commune et le dolmen symbolise celui d'Hys.